# Шансевинел
Шансевинел (фр. Champcevinel) насеље је и општина у југозападној Француској у региону Аквитанија, у департману Дордоња која припада префектури Периже.
По подацима из 2011. године у општини је живело 2706 становника, а густина насељености је износила 152,71 становника/km². Општина се простире на површини од 17,72 km². Налази се на средњој надморској висини од 190 метара (максималној 237 m, а минималној 86 m).

## Демографија
| 1962. | 1968. | 1975. | 1982. | 1990. | 1999. | 2011. |
| ----- | ----- | ----- | ----- | ----- | ----- | ----- |
| 914   | 1.127 | 1.359 | 1.697 | 2.208 | 2.335 | 2.706 |

График промене броја становника у току последњих година